# 秋元三佳
秋元 三佳（あきもと みつよし、1982年6月30日 - ）は、日本の俳優。群馬県高崎市出身。アンセム所属。血液型はA型。
現在は結婚して5人の子供に恵まれている。

## 概要
- 『学校へ行こう!』（TBS）の『3年B組金八先生 不良生徒役オーディション』で選ばれ、金八先生第5シリーズで荒谷二中の不良生徒役でデビューを果たした。

## 出演

### テレビドラマ
- 3年B組金八先生第5シリーズ - 荒谷二中の不良生徒、金子一也 役（1999年、TBS）
- 学校の帝王（1999年、TBS）
- 池袋ウエストゲートパーク - G-Boysのメンバー 役（2000年、TBS）
- オヤジぃ。（2000年、TBS）
- 天国に一番近い男（教師編） - トラック運転手 役（2001年、TBS）

### テレビ番組
- 秘密のケンミンSHOW（日本テレビ）

| スタブアイコン | サブスタブ | この項目は、まだ閲覧者の調べものの参照としては役立たない、俳優（男優・女優）に関連した書きかけの項目です。この項目を加筆・訂正などしてくださる協力者を求めています（P:映画/PJ芸能人）。 |